# Coronango
Coronango est une municipalité de l’État de Puebla au Mexique, au sud-est de Mexico.